# غريغ بول
غريغ بول (بالإنجليزية: Greg Poole)‏ هو مصصم جرافك ورسام بريطاني، ولد في 26 أكتوبر 1960 في برستل في المملكة المتحدة، وتوفي في 28 ديسمبر 2018.

## وصلات خارجية
- الموقع الرسمي